# 吕文焕
呂文煥（？—？），南宋末年宿州安縣（今安徽省壽縣）人，襄陽守將呂文德六弟，戍守居城襄陽十五年。曾任南宋荊襄制置使。1273年樊城遭元軍砲帥阿里海牙攻陷，襄陽城孤立無援，呂文煥於3月14日歸降蒙軍總司令伯顏，深受元世祖忽必烈重用，入元後歷任參知政事、行江東道宣慰使、中書左丞、江淮行省右丞等美官，1286年辭官回故鄉養老，后得安終。

## 生平
1268年（南宋咸淳四年）襄樊之戰展開時即戍守於襄陽。雙方相持六年後，主城襄陽兵盡糧絕。
1273年1月29日（南宋咸淳九年，元朝至元十年正月初九），在回回巨炮的助攻下，蒙軍砲帥阿里海牙攻克樊城，守將范天順自縊，副將牛富戰死。襄陽徹底成為孤城，元世祖降詔諭呂文煥：“爾等拒守孤城，於今五年，效力爾主，固其宜也。然勢究援絕，如數萬生靈何？若能納款，悉赦勿治，且加遷擢。”
屠戮樊城後，蒙軍砲帥阿里海牙移攻主城襄陽，仍發回回巨炮轟擊，所中無不摧陷，城中守軍大亂。前宋將官劉整以前曾到襄陽城下勸降呂文煥，被伏弩所傷，因此主張毀掉城牆、殺死呂文煥，阿里海牙不同意，親自至城下再次勸降，告訴呂文煥：“君以孤城禦我數年，今鳥飛路絕，帝實嘉能忠而主。信降，必尊官重賜以勸方來，終不仇汝置死所也。”呂文煥猶疑未決。於是阿里海牙和呂文煥折箭為誓擔保，呂文煥感泣，1273年3月14日（至元十年二月廿四），呂文煥出城投降，歸順元朝。
4月（陰曆三月），呂文煥奉旨入朝覲元世祖忽必烈，同月（陰曆四月）到達元朝首都大都，元世祖忽必烈冊封呂文煥為昭勇大將軍、侍衛親軍都指揮使、襄漢大都督，恩賜其將校數名。
1274年4月（至元十一年三月），拜參知政事、行中書省於荆湖，元世祖命呂文煥率其麾下，以善遇降將的聖旨，招諭元軍尚未攻下的州郡。當時沿江諸將，多是呂氏舊部，爭相望風款附，歸順元朝。
1276年2月（至元十三年正月），伯顏攻克宋京臨安後，派遣江東道宣慰使呂文煥入城，發皇榜安諭中外軍民，
宋恭帝皇祖母謝道清太后派丞相文天祥、賈餘慶（賈似道族子）、吳堅等人出城前往伯顏帥帳，文天祥在元營舉動異常，伯顏懷疑他有異志，將其扣留，文天祥指責蒙帥伯顏失信，呂文煥遂從旁勸降，文天祥怒斥呂文煥是逆臣，呂文煥甚為慚愧。
1277年8月（至元十四年七月），官任中書左丞，仍在宣慰江南未降州縣。
1286年2月（至元二十三年正月），以江淮行省右丞請老，辭官歸里，元世祖忽必烈許諾之，并任命其長子呂師巡為宣慰使。之後安卒於故里，具体年份不得而知。

## 延伸阅读
[在维基数据编辑]
 《新元史/卷177》，出自柯劭忞《新元史》